# Weissia tortilis
Weissia tortilis là một loài rêu trong họ Pottiaceae. Loài này được Spreng. mô tả khoa học đầu tiên năm 1827.